# Афонсу (сеньйор Порталегре)
Афо́нсу (порт. Afonso; 8 лютого 1263 — 2 листопада 1312) — португальський інфант. Сеньйор Порталегре, Марвана, Каштелу-де-Віде, Арроншеша і Лоріняна. Представник португальського Бургундського дому. Народився в Лісабоні, Португалія. Син португальського короля Афонсу III і його другої дружини, кастильської інфанти Беатриси. Молодший брат португальського короля Дініша. Отримав від батька володіння в Каштелу-де-Віде (1273), Лоріняні (1278). Після смерті батька конфліктував із Дінішем (1281, 1287, 1291). Був королівським намісником у Ламегу (1279—1287) і Візеу (1287). Втратив Каштелу-де-Віде на користь брата-короля. Одружився із Віолантою, донькою кастильського інфанта Мануеля (1287). Мав п'ятьох дітей. Помер у Лісабоні, Португалія. Похований у церкві столичного монастиря святого Домініка.